# Щербинин, Михаил Яковлевич

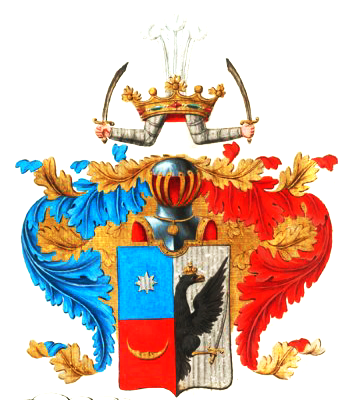
Герб дворянского рода Щербининых

Михаил Яковлевич Щербинин (1705—1744) — офицер российского императорского флота, мореплаватель, участник Великой Северной экспедиции в составе Ленско-Колымского отряда под руководством Д. Я. Лаптева, штурман, участвовал в описи побережья к востоку от устья реки Лены, мичман. Его именем назван мыс на восточном берегу Таймыра.

## Биография
Михаил Яковлевич Щербинин родился в 1705 году. Представитель мелкопоместного дворянского рода Щербининых Псковского уезда. Его отец владел 11 дворами в этом уезде.
В 1719 году окончил московскую Школу математических и навигацких наук и поступил в Академию Морской гвардии в Санкт-Петербурге, изучал в академии «науку плоскую навигацию». В 1726 году Михаил Щербинин был «написан во флот» штурманским учеником. Служил на разных судах Балтийского флота. В ноябре 1731 года сдал экзамен на звание подштурмана экзаменационной комиссии, членами которой в то время состояли Василий Прончищев, Пётр Ласиниус и Иван Кошелев.
17 (28) апреля 1733 года Щербинин был произведён в подштурманы и по его просьбе направлен в Великую Северную экспедицию. С 1735 года служил в составе Ленско-Колымского отряда под руководством Петра Ласиниуса, но в его экспедицию 1735 года на палубном боте «Иркутск», для описи берегов к востоку от устья реки Лены, не вошёл. Члены экспедиции П. Ласиниуса во время зимовки в устье реки Хараулах заболели цингой. 19 (30) декабря 1735 года умер Ласиниус, вступивший в командование штурман В. А. Ртищев отправил донесение В. И. Берингу о бедственном положении зимовщиков. Весной 1736 года Д. Я. Лаптев, возглавивший новый отряд после гибели П. Ласиниуса, направил из Якутска 14 человек во главе с подштурманом Щербининым к месту зимовки команды «Иркутска». В начале июня Щербинин добрался до зимовки, где обнаружил из 45 человек команды только девять живых зимовщиков, которых переправил в Якутск. 1 января 1738 года «за бытность в камчатской экспедиции» Щербинин был определён в штурманы.
В сентябре 1738 года Д. Лаптев поручил своему заместителю штурману Щербинину подготовить к морскому походу бот и перевести в дельту Индигирки продовольствие. Летом 1739 года Щербинин описал мыс Буор-Хая и обнаружил идущую от него на северо-восток длинную косу. Осенью того же года принял активное участие в поисках входа в устье Индигирки для постановки судна на зимовку. Сразу же после начала зимовки вместе с геодезистом Киндяковым произвёл описание средней и восточной протоки Индигирки. Весной 1740 года Щербинин описал реку Яну.
Осенью 1740 года Д. Лаптев послал Щербинина из Нижнеколымска в Анадырский острог для заготовки леса на постройку судов для плавания по реке Анадырь. Летом 1741 года Д. Лаптев со своим отрядом ещё раз вышел в море. Бот «Иркутск» сопровождали две лодки с 12 казаками на каждой, построенные зимой в притоке Колымы. Лодки под командой Щербинина, плыли впереди бота, измеряя глубины и выбирая проходы между льдинами. Дойдя до мыса Большой Баранов суда остановились из-за сплошного льда, который зажал «Иркутск», а люди с лодок едва успели спастись. На совете созванном Лаптевым, было решено отказаться от дальнейших попыток плавания на восток. 10 августа отряд на «Иркутске» вернулся в Нижнеколымск, а затем сухопутным путём на собаках и оленях, 17 ноября прибыл в Анадырский острог. 
В конце 1741 года Щербинин из-за болезни был отправлен в Якутск, 3 декабря того же года был произведён в мичманы. В 1743—1744 годах служил под начальством А. И. Чирикова в Якутске, где и скончался 1 (12) июня 1744 года.

## Память
В 1919 году полярный исследователь Рауль Амундсен назвал мыс на восточном берегу Таймыра именем Щербинина.